# Emil von Troil
Georg Gabriel Emil von Troil, född den 9 juni 1800, död den 19 november 1859 i Stockholm, var en svensk officer och ämbetsman.

## Biografi
Emil von Troil var son till Bureättlingen Samuel von Troil, som adlats för fadern Samuel Troilius förtjänster, och hans hustru Anna Charlotta i släkten af Sillén; morfadern Georg Wilhelm af Sillén hade adlats och var kansliråd. von Troil började som kadett vid Karlberg för att sedan sexton år gammal bli kornett vid Livregementsbrigandens dragonkår där han tjugo år gammal utsågs till löjtnant. Han skulle dock från 1826 verka i Västerbotten, från det året som kapten vid Västerbottens regemente, 1840 blev han major vid Västerbottens fältjägareregemente och Västerbottens fältjägarekår, samt 12 juli 1845 överstelöjtnant och chef för Västerbottens fältjägarekår.  Den 25 september 1850 tog han avsked ur militären.
Vid sidan av sin militära karriär var von Troil från 1834 fullmäktig i Rikets Ständers bank, och blev 1844 ordförande för riksstyrelsen för fängelser och arbetsinrättningar.
19 september 1856 blev von Troil landshövding för Kristianstads län, men avled tre år efter utnämningen.
Emil von Troils hustru, Sophia Lovisa Kock, var dotter till en major. De fick inga barn.
28 januari 1838 blev von Troil riddare av Svärdsorden och 28 april 1853 kommendör av Nordstjärneorden.